# 潘高
潘高（1514年12月16日—1557年2月6日），字子抑，号春谷，山西宁化守禦千户所官籍（今山西省忻州市宁武县境内），南直隶廬州府合肥县人，明朝官员。

## 生平
正德九年十二月初一日（1514年12月16日），潘高出生于山西都司宁化千户所的一个世袭军官家庭。由太原府學增廣生中式嘉靖十年（1531年）辛卯科山西鄉試第四十三名举人，当时只有十八岁。嘉靖十一年（1532年）中壬辰科进士，初授大理寺评事，精研律法，下属都很怕他。又喜好研究心学，拜湛若水、霍韬为师，并与王守仁的弟子蒋信等人为友，为文新奇，以至官员们把写得不落俗套的公文一概称为“春谷笔”。嘉靖十四年（1535年），升为大理寺右寺副，不久又升为右寺正，管理刑狱公正无私，不徇私情，被当权者所厌恶。嘉靖十八年（1539年）十二月，升为陕西布政司左参议，任上积极打击贪污腐败，又改革税制，使富人多纳税，穷人少交。后因娶改革派官员王琼的孙女为妻，又在地方上兴利除弊，得罪内阁首辅夏言，嘉靖十九年（1540年）以考察罢官归里。嘉靖三十六年正月初八（1557年2月6日）去世，年仅四十四岁。

## 家庭
曾祖潘政，祖潘璟，父潘承爵，都为山西都司宁化千户所正千户。母江氏；弟蟾；桂；鰲；登；鵬，子潘雲祥（甲子解元辛未進士兵部員外）；潘雲程（陝西副總兵）；雲衢（侄 庠生）；雲階（侄 庠生）；雲從（侄 庠生）；潘云翼（丙午經紀），孫潘龍鱗（辛丑武進士）。
妻子王氏，是兵部尚书王琼的孙女。潘高为长子，二弟潘亮，袭职为正千户，后升为署都指挥佥事；三弟潘衮，为指挥佥事。有二子，长子潘云祥，为山西解元，隆庆五年（1571年）中进士，官至兵部员外郎；次子潘云程从军，官至代州左参将。